# Алексеевская ярмарка
Алексе́евская (котельническая) ярмарка — российская ярмарка в Котельниче Кировской области; возникла в 1647 году; узаконена указом Сената от 9 сентября 1843 года. Проводится в марте; своим происхождением обязана престольному празднику в соборной церкви Котельнича в честь Алексея, человека божьего (17 марта).

## История

### XIX век
Из недельного торга ярмарка, начиная с 1852 года, приняла размер почти трёхнедельной и продолжалась с 1-го по 23 марта. Оборот ярмарки за три недели торгов достигал 2 миллионов рублей серебром, и по оценкам МВД Российской империи в разные годы ярмарка занимала места c 7 по 22 среди всех подобных предприятий России.
По частным сведениям за 1858 год привоз товаров на ярмарку достигал общей суммы в 1 144 484 рубля, а продажа — 852 184 руб. Главными предметами торговли в том году были красный товар (текстиль, ткани, мануфактура), индиго, льняная кудель, шкуры пушных зверей и лошади. Красный товар привозился из Москвы, Покрова, Богородска, Ярославля, Шуи, Иваново, Александрова и Казани. Холст покупался обычно для армии. Кожевенные изделия доставлялись из Вятки (ныне Киров) и уездов Слободского и Орловского. Шорный товар (кожаные изделия для конской упряжи) — изделия Орлова и Кукарки (ныне Советск) — сбывался в Ветлугу и Никольский уезд Вологодской губернии. Из Нижнего Новгорода привозился шапочный товар. Шкуры, особенно заячьи, шли в Арзамас, прочие — в Вятку, Слободской уезд и Казань; щетина — в Петербург, через Устюг, где она сортировалась. Чаи доставлялись отчасти с Ирбитской ярмарки; бакалейный и фруктовый товар, а также пряники из Нолинска и удельной слободы Кукарки, покупались для зырян Вологодской губернии. Лошадей завозили из Нолинска, Орлова, Уржума, Яранска, частью из Вятки и уездов.